# Planum Boreum
Als Planum Boreum wird das Gebiet um den Nordpol des Mars bezeichnet, welches von Vastitas Borealis umgürtet wird. Das Gegenstück am Südpol ist Planum Australe.

## Etymologie
Planum Boreum – die Nordebene – leitet sich ab vom Lateinischen Adjektiv planus (eben, flach) bzw. vom Altgriechischen πλάνος und von Boreas, das aus Βορέας, dem griechischen Gott des Nordwinds Boreas entlehnt ist.

## Beschreibung
Planum Boreum liegt in einer breiten Senke (inoffiziell als Borealis-Becken bezeichnet) nördlich von 78,5° nördlicher Breite; es ist bei 88° Nord und 15° Ost zentriert. Das südlich anschließende, 1400 Kilometer breite Band der Vastitas Borealis reicht bis 54,7° nördlicher Breite herab und dominiert die Nordhemisphäre. Planum Boreum wird durch die domartigen, bis zu 2, maximal 3 Kilometer dicken Eisschichten der nördlichen Eiskappe bestimmt, die hauptsächlich aus Wassereis und etwas Staub (von fein bis grobkörnig) aufgebaut sind. Während des Nordwinters wird die Eiskappe von einer dünnen, 1 Meter mächtigen Trockeneislage (festes Kohlenstoffdioxid) verhüllt. Das Gesamtvolumen der Eiskappe beträgt 1,12 Millionen Kubikkilometer. Ihre Oberfläche ist eineinhalb mal so groß wie Texas und hat einen Durchmesser von 1200 Kilometer. Die Ausdehnung der Eismassen unterliegt jahreszeitlichen Schwankungen mit einem Maximum zu Beginn des Marsfrühjahrs und einem Minimum im Spätsommer.
Planum Boreum bildet eine extrem flache Senke. Berechnungen zeigen, dass es mit einer Lithosphärendicke von mehr als 300 Kilometer im Flexurgleichgewicht steht.
Auffällig sind die Spiralfurchen – spiralförmige Einschnitte der Eisdecke – einschließlich des 460 km langen, bis zu 100 km breiten und etwa 2 km tiefen Grabens Chasma Boreale (82° 32′ N, 47° 38′ W). Die Spiralfurchen entstanden durch die Einwirkung katabatischer Fallwinde im Zusammenwirken mit Ablation bzw. Sublimation durch Sonneneinstrahlung. Die katabatischen Winde blasen das Eis äquatorwärts aus und lagern es an polwärts geneigten Hängen wieder ab. Die Furchen sind nahezu senkrecht zur Windrichtung angeordnet. Durch die Coriolis-Kraft werden die vom Nordpol nach Süden wehenden Winde abgelenkt, wodurch ein Spiralmuster entsteht. Im Verlauf der Zeit wandern die Spiralfurchen in Richtung Nordpol – so haben sich die im Zentralbereich liegenden Furchen in den letzten 2 Millionen Jahren um 65 Kilometer verlagert. Chasma Boreale ist ein wesentlich älteres und weit größeres Canyon, das parallel zur vorherrschenden Windrichtung verläuft.
Die Oberflächenzusammensetzung der Nordpolkappe wurde im Marsfrühjahr nach der im Winter erfolgten Trockeneisakkumulation von der Umlaufbahn aus untersucht. Die vorwiegend aus Wassereis bestehenden Außenränder der Eiskappe sind mit bis zu 0,15 % Staub verunreinigt. Bei Annäherung an den Pol nimmt der Wassereisgehalt der Oberfläche ab und wird durch Trockeneis ersetzt. Gleichzeitig verringert sich auch der Staubanteil. Am Pol selbst ist die Oberfläche im Wesentlichen reines Trockeneis mit einem minimalen Anteil von 30 ppm Wassereis.

## Markante Geländeformen

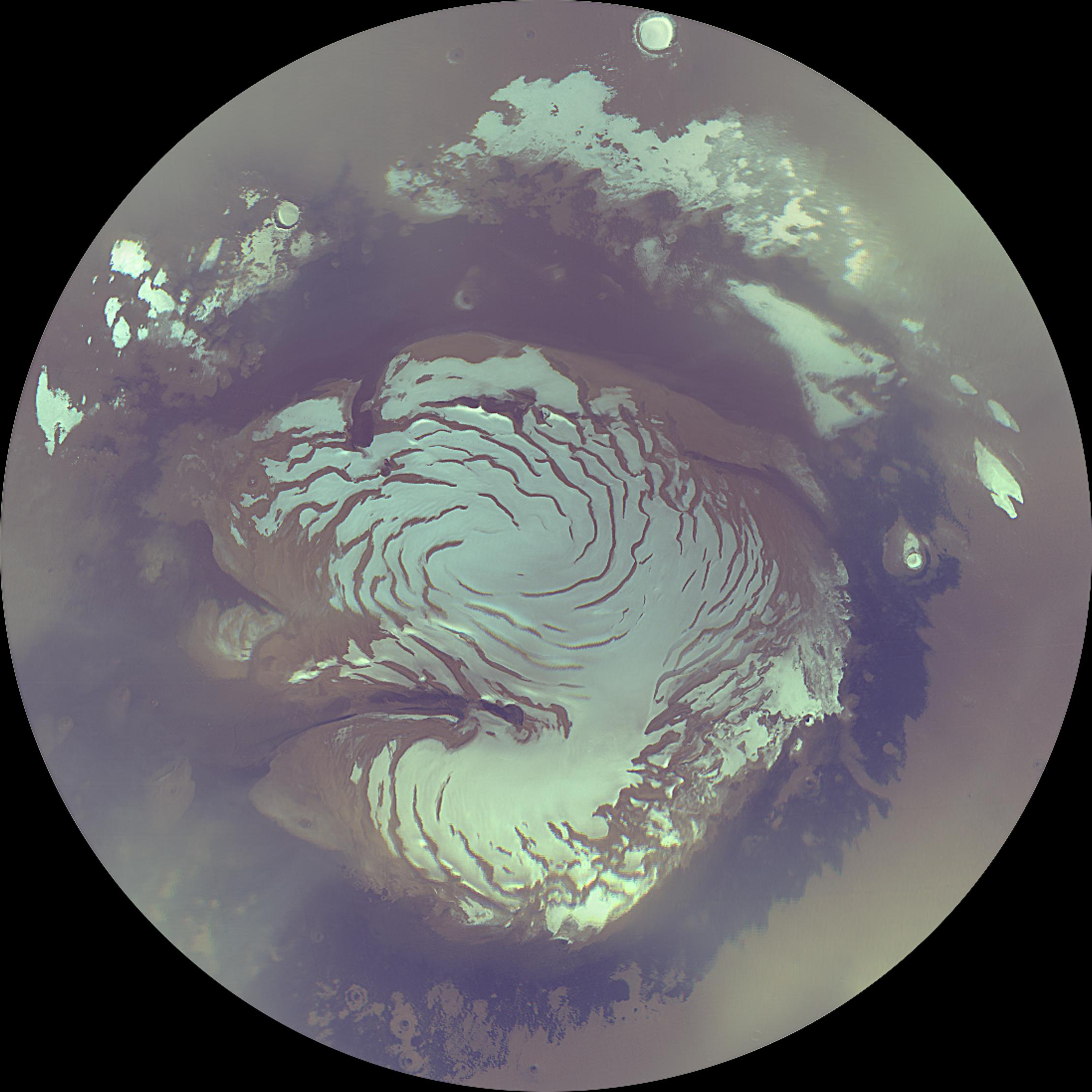
Nordpolkappe und Planum Boreum, umgeben von Vastitas Borealis in blau

Herausstechendstes Geländemerkmal des Planum Boreum ist zweifellos Chasma Boreale, ein riesiger Graben in der Nordpolkappe. Das 100 Kilometer breite und bis zu 2 Kilometer tiefe Canyon hat an seinen Seitenwänden das Oberflächeneis und die Nordpolschichtablagerungen freigelegt. Westlich von Chasma Boreale bildet das Planum Boreum gegenüber dem Tiefland der Vastitas Borealis eine markante Geländestufe, die gewöhnlich 250 bis 300 und stellenweise bis zu 1000 Meter Höhe erreichen kann. Weiter außerhalb löst sich diese dann in einer Ansammlung von Mesas und Trögen auf. Die südlich durch Chasma Boreale abgetrennte Eiszunge wird als Gemina Lingula bezeichnet.
Südlich von Planum Boreum schließt sich das Olympia Planum an, das zwischen 85° und 75° nördlicher Breite von riesigen Sanddünenfeldern, den Olympia Undae, ausgefüllt wird. Weitere Dünenfelder sind Abalos Undae und Hyperboreae Undae. Olympia Undae, das größte dieser Felder, erstreckt sich von 100° bis 240° Länge, Abalos Undae liegt zwischen 261° und 280° Länge und Hyperboreae Undae zwischen 311° und 341° Länge.

## Lawinen

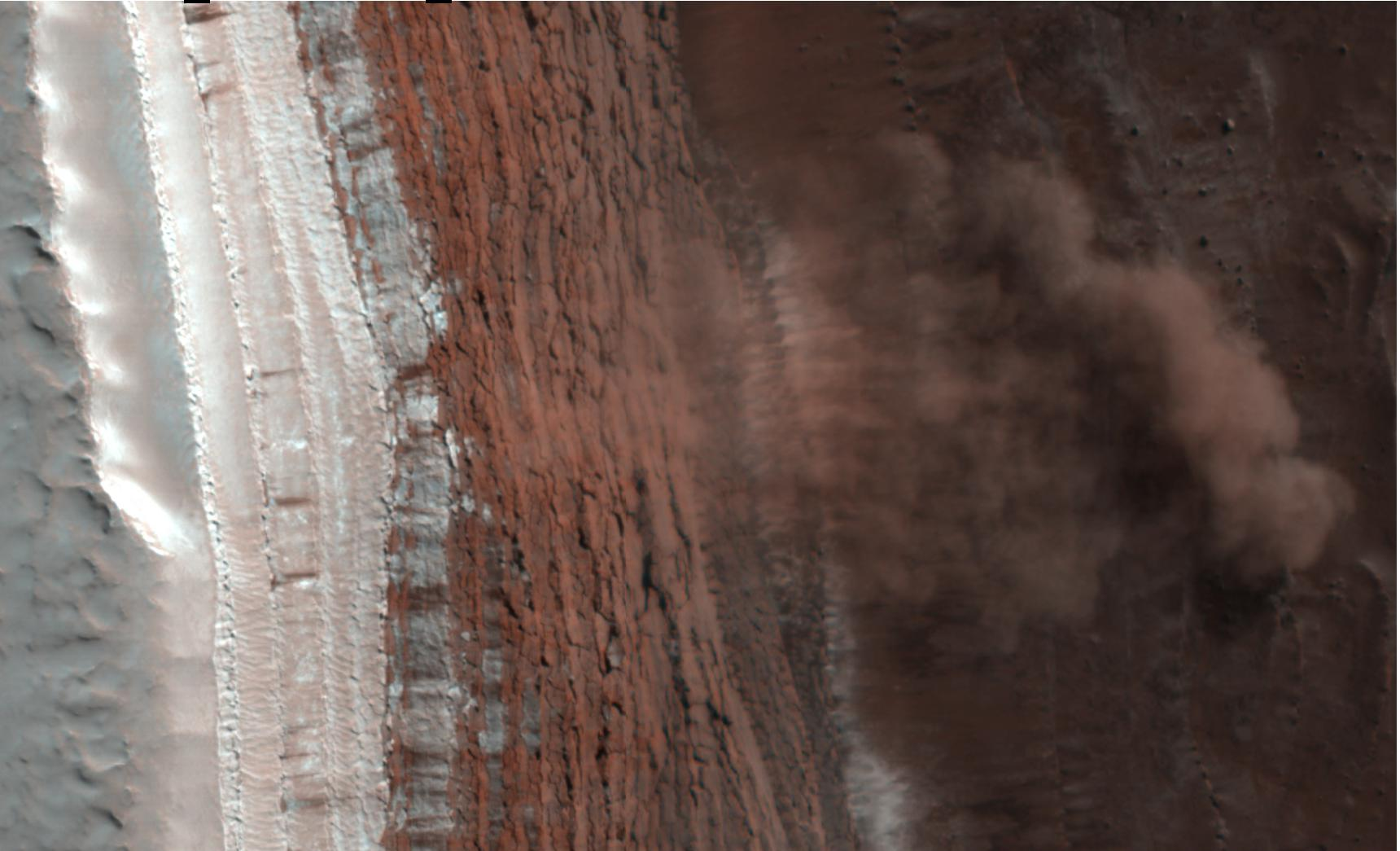
Falschfarbenaufnahme einer Lawine am Eisrand

HiRISE konnte vier Lawinenabgänge über eine 700 Meter hohe Steilwand beobachten. Die Staubwolke feinen Suspensionsmaterials ist 180 Meter breit und erreicht vom Wandfuß aus gemessen eine Entfernung von 190 Meter. Die roten Schichten enthalten Wassereis, wohingegen die weißen Schichten aus winterlichem Kohlendioxidfrost bestehen. Die Lawine ist offensichtlich von der obersten roten Schicht abgegangen. Nachfolgeuntersuchungen sollen Klarheit über die Natur der Ablagerungen erbringen.

## Wiederkehrende Ringwolke

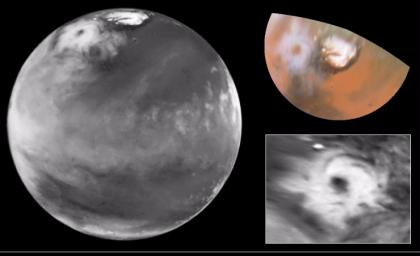
Hubble-Aufnahme einer kolossalen Wolkenformation über dem Nordpol des Mars

Jedes Marsjahr erscheint in etwa zum selben Zeitpunkt über der Nordpolregion eine Ringwolke von konstanter Größe. Sie bildet sich am Morgen und löst sich dann im Verlauf des Nachmittags wieder auf. Der Außendurchmesser der Wolke beträgt rund 1000 Kilometer, der Durchmesser des inneren Auges 320 Kilometer. Da diese Ringwolke wahrscheinlich Wassereis enthält, weist sie im Unterschied zu Staubstürmen eine weiße Farbe auf.
Die Ringwolke ähnelt einem zyklonischen Hurrikan, zeigt aber keine Rotationsbewegung. Sie erscheint während des Nordsommers in hohen Breiten. Ihre Entstehung dürfte mit den einzigartigen klimatischen Bedingungen am Nordpol in Verbindung stehen. Zyklone auf dem Mars wurden bereits von den Viking-Sonden aufgenommen, die Ringwolke besitzt jedoch dreimal so große Ausmaße. Die Ringwolke wurde von verschiedenen Sonden registriert, unter anderen auch von Hubble im Jahr 1999 und von Mars Global Surveyor.

## Areologie
Der areologische Untergrund des Planum Boreum wird von Schichtablagerungen des Hesperiums gebildet (Einheit Hpu). Die Schichtpakete im Dekameterbereich sind im Talboden des Chasma Boreale und in den Rupes Tenuis aufgeschlossen. Überlagert werden sie von den Schichtablagerungen des Amazoniums (Einheit Apu), die den Hauptteil des Eisschildes aufbauen. Darüber legen sich die jungamazonischen  Eislagen (Einheit lApc), die nicht mehr als 2 Meter mächtig werden. Die jungamazonischen Sanddünenformationen wie beispielsweise die Olympia Dunae (Einheit lApd) liegen außerhalb des Eisschildes. Anzutreffen sind Seif-, Barchan- und andere Dünentypen im Dekameterbereich, auch Permafrosterscheinungen sind keine Seltenheit. Sie überdecken entweder späthesperische Tieflandsedimente lHl, hesperische Schichtablagerungen Hpu, mittel- bis spätamazonische Schichtablagerungen des Eisschildes Apu oder raue hesperische Konstrukte Hpe der Scandia Cavi und Scandia Tholi.
Dem jungamazonischen Eisschild wird ein Alter von weniger als 10 Millionen Jahren zugewiesen.

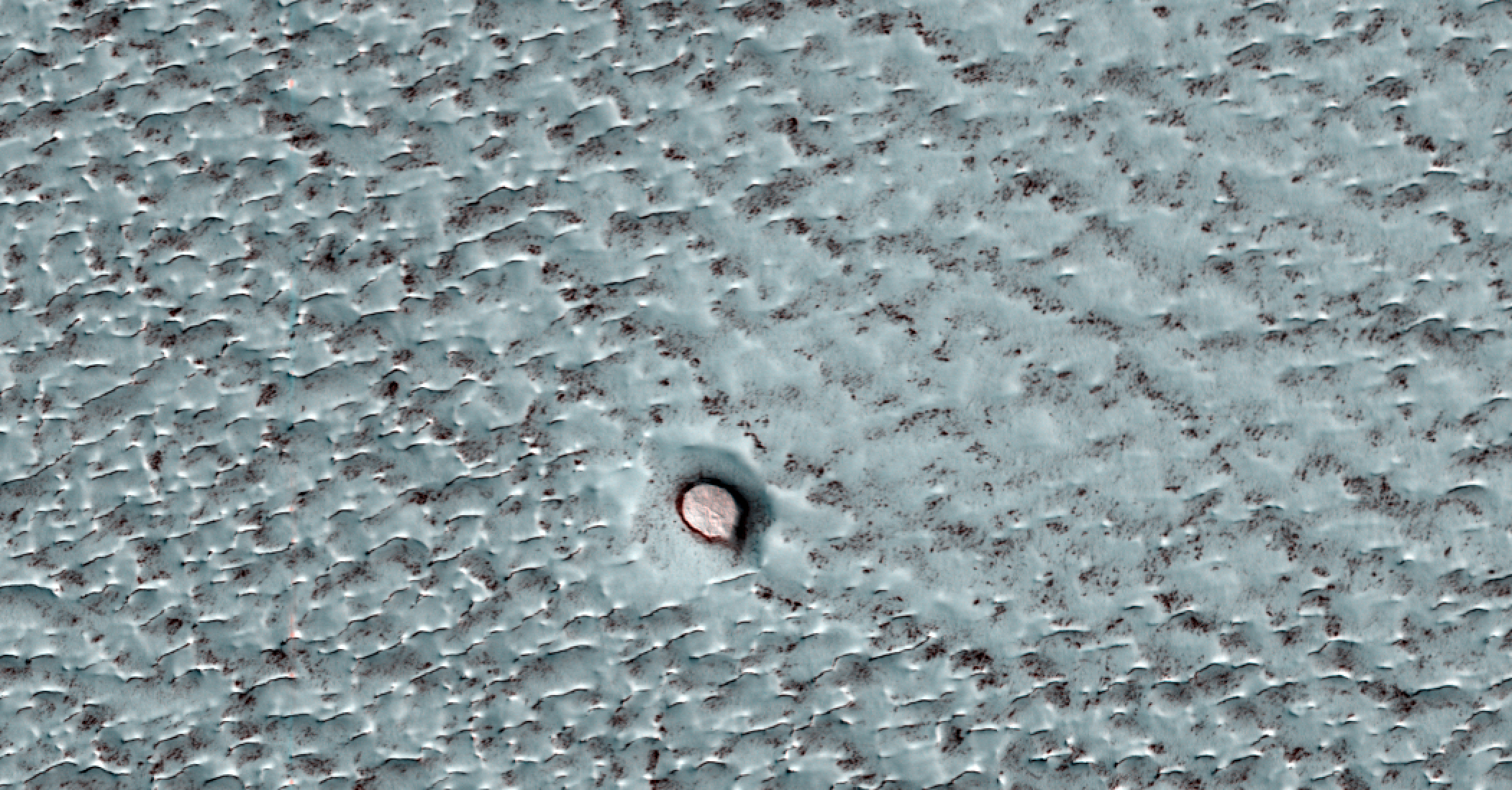
Kleiner Impaktkrater in den Schichtablagerungen des Planum Boreum
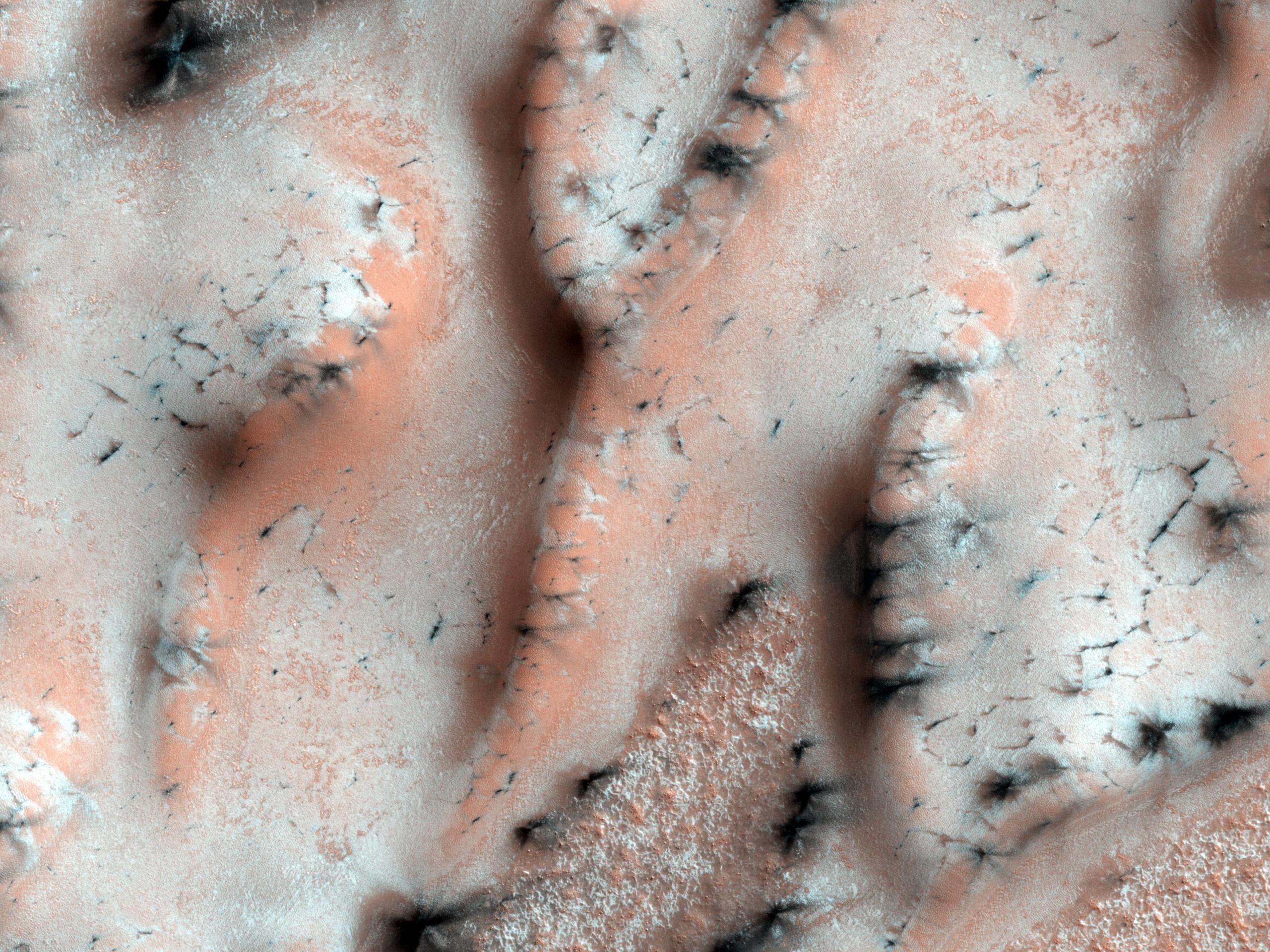
Sublimation der Trockeneisschicht auf Sanddünen im Frühjahr
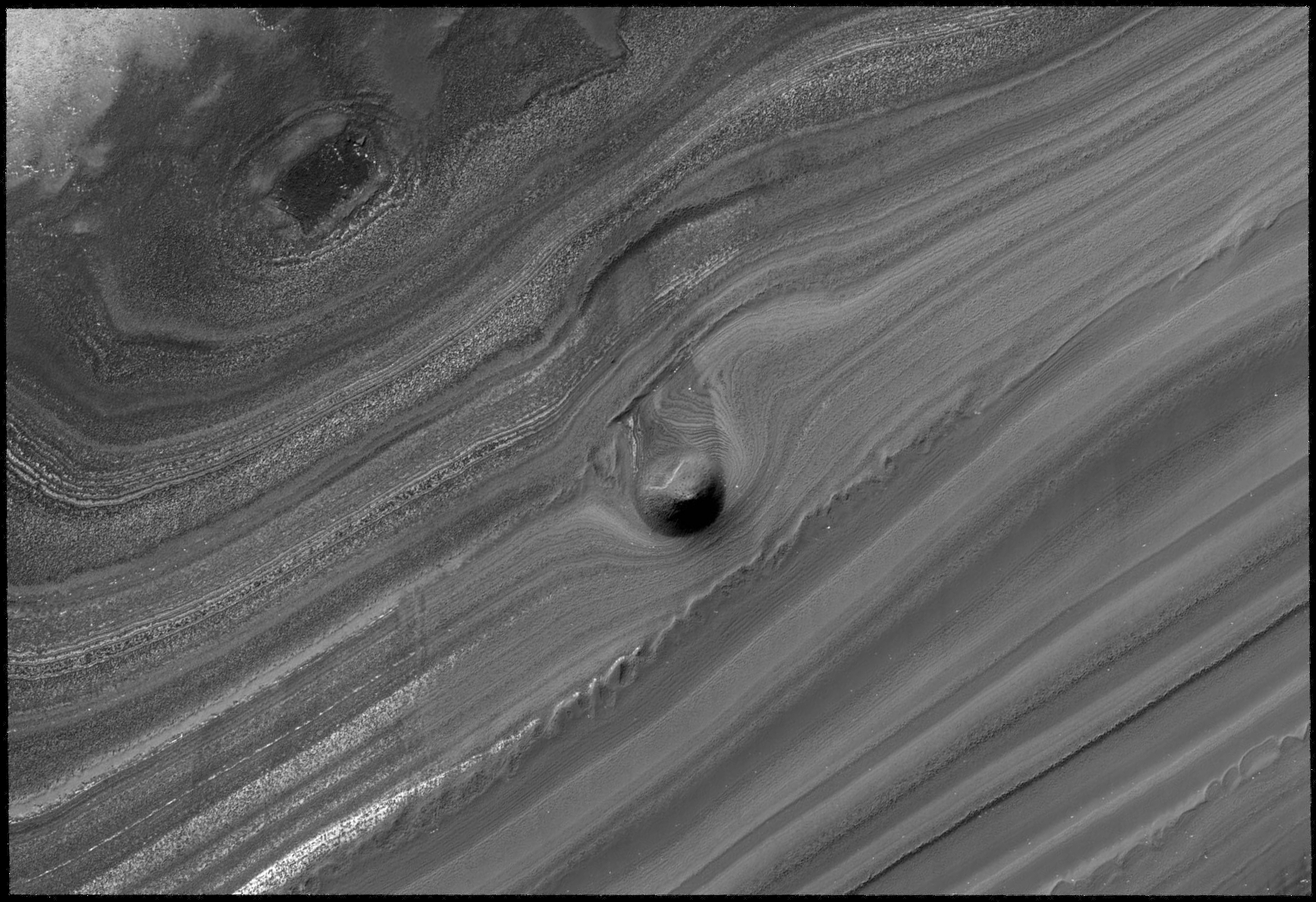
Kegelförmige Erhebung in einer Furche am Nordpol
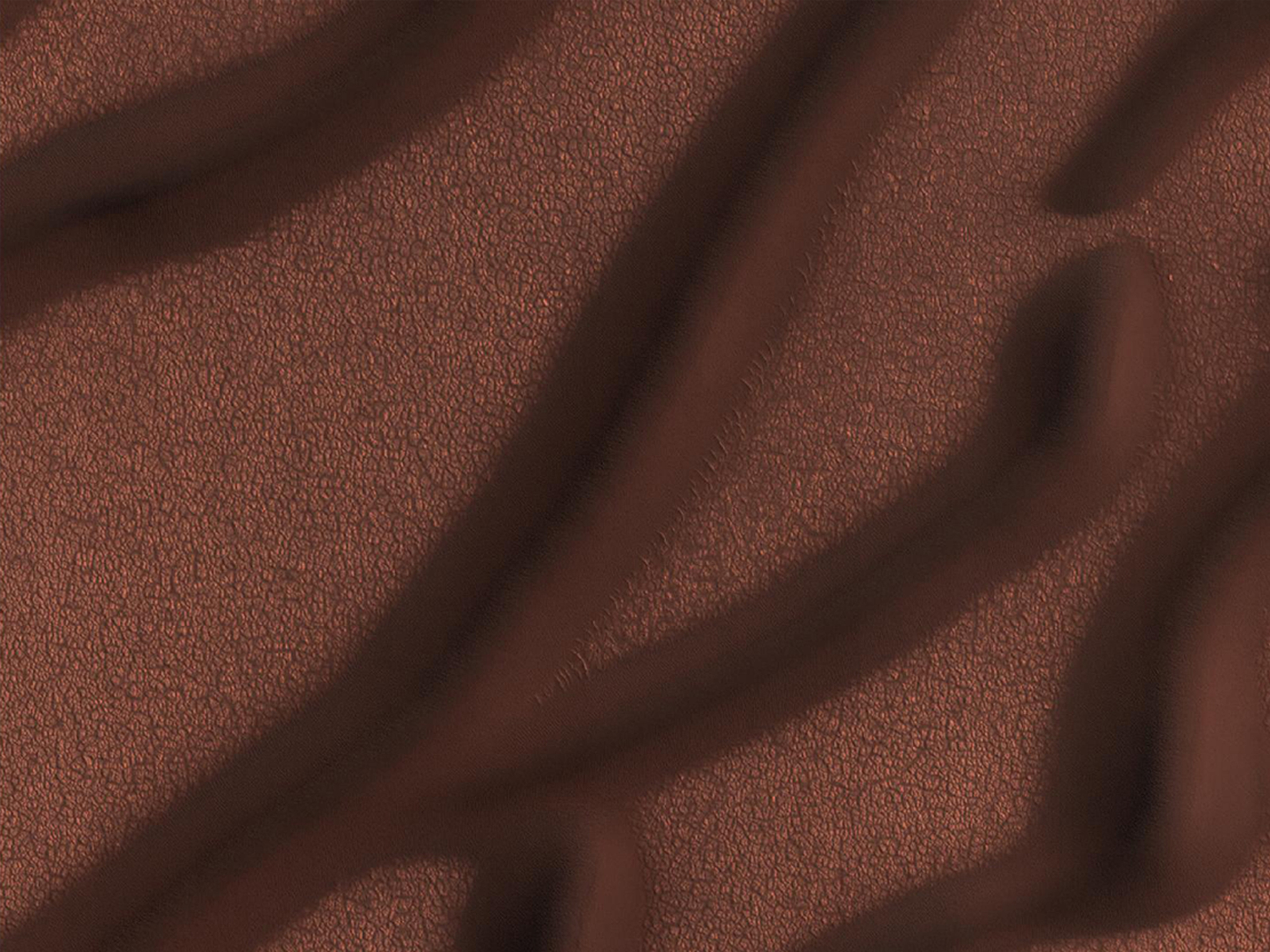
Lineare Dünen mit Polygonierung der Oberfläche im Planum Boreum
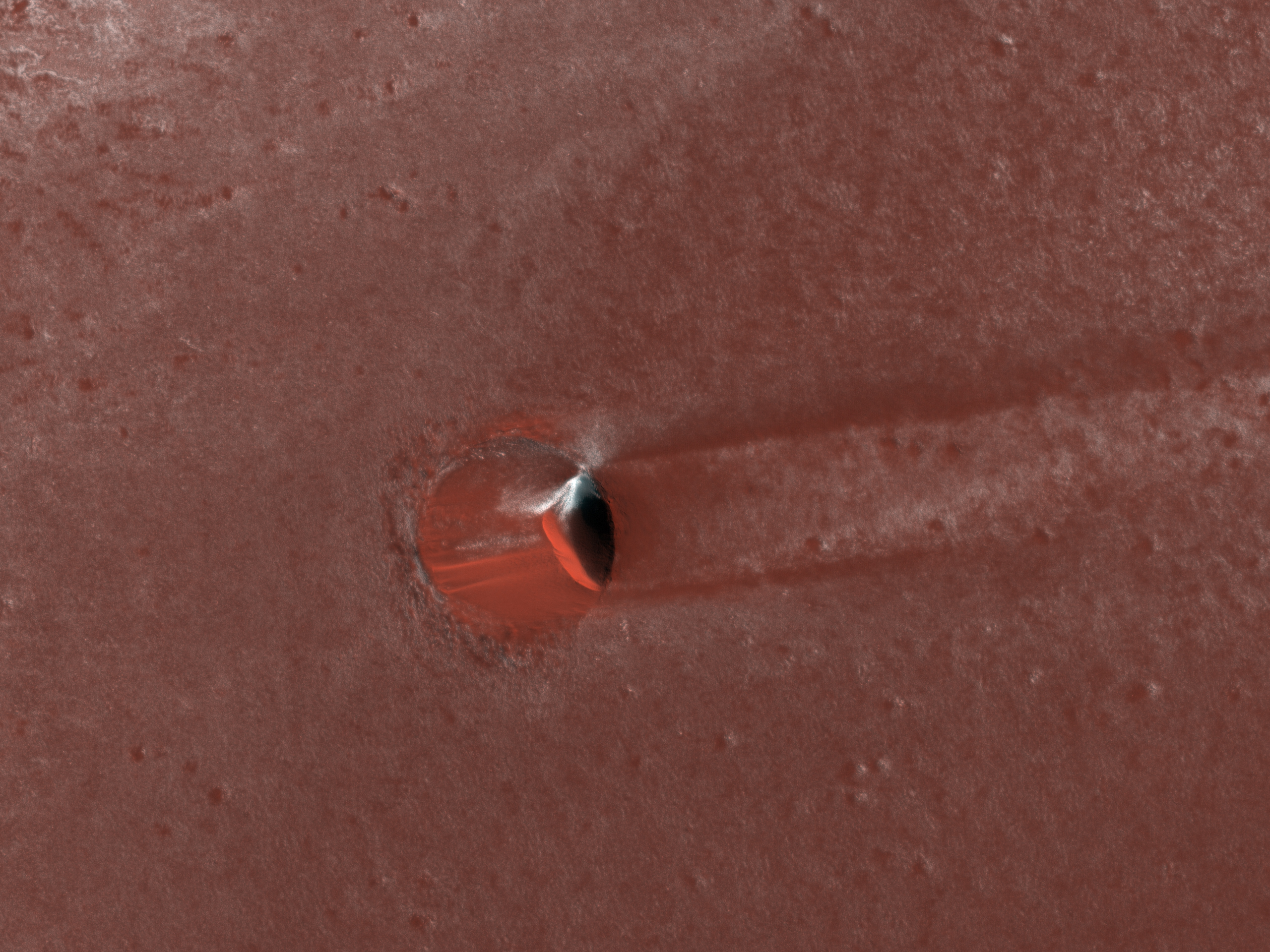
Verfüllter Impaktkrater in den Ablagerungen des Planum Boreum
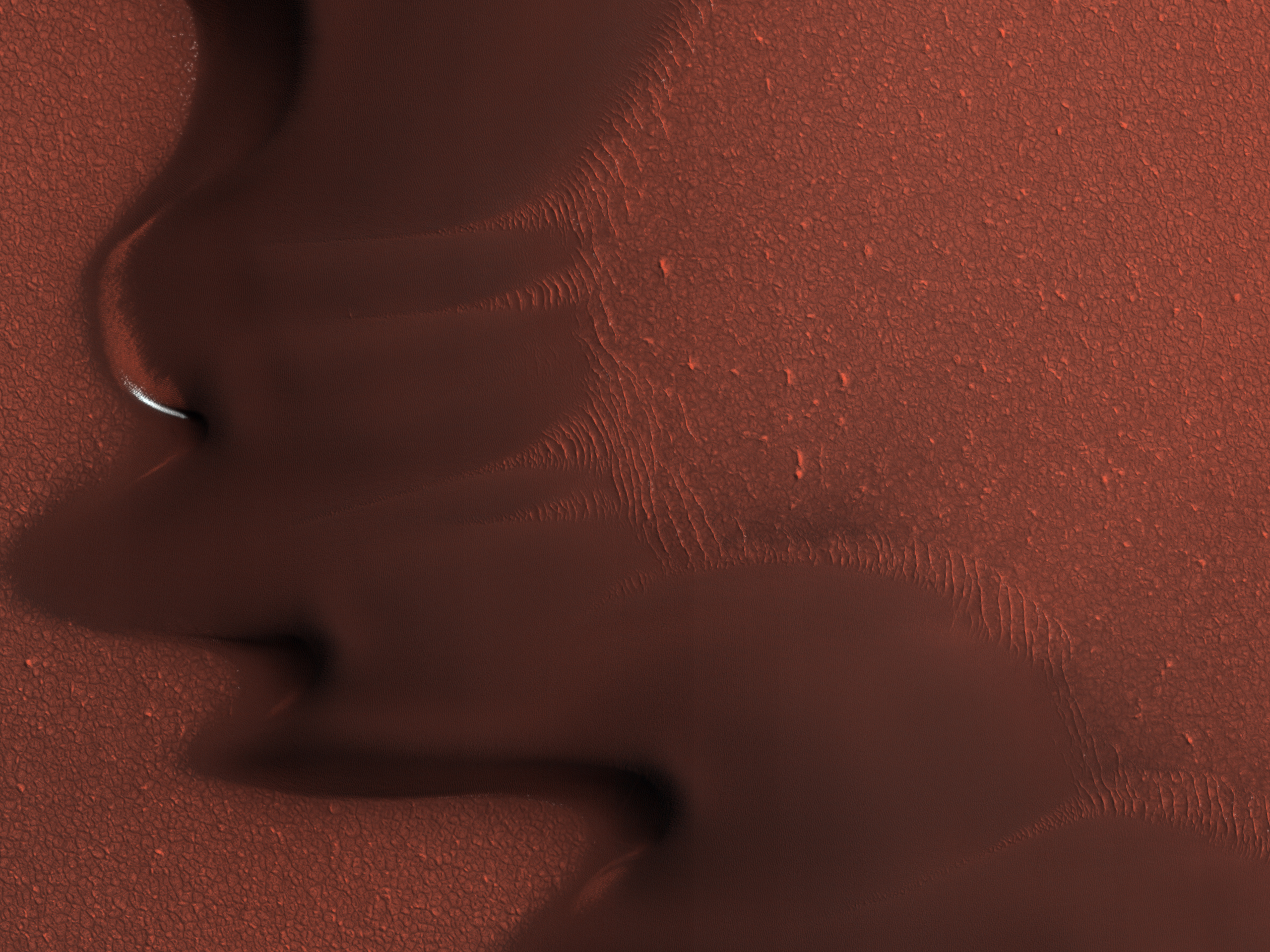
Abgetauter Dünenfeldrand
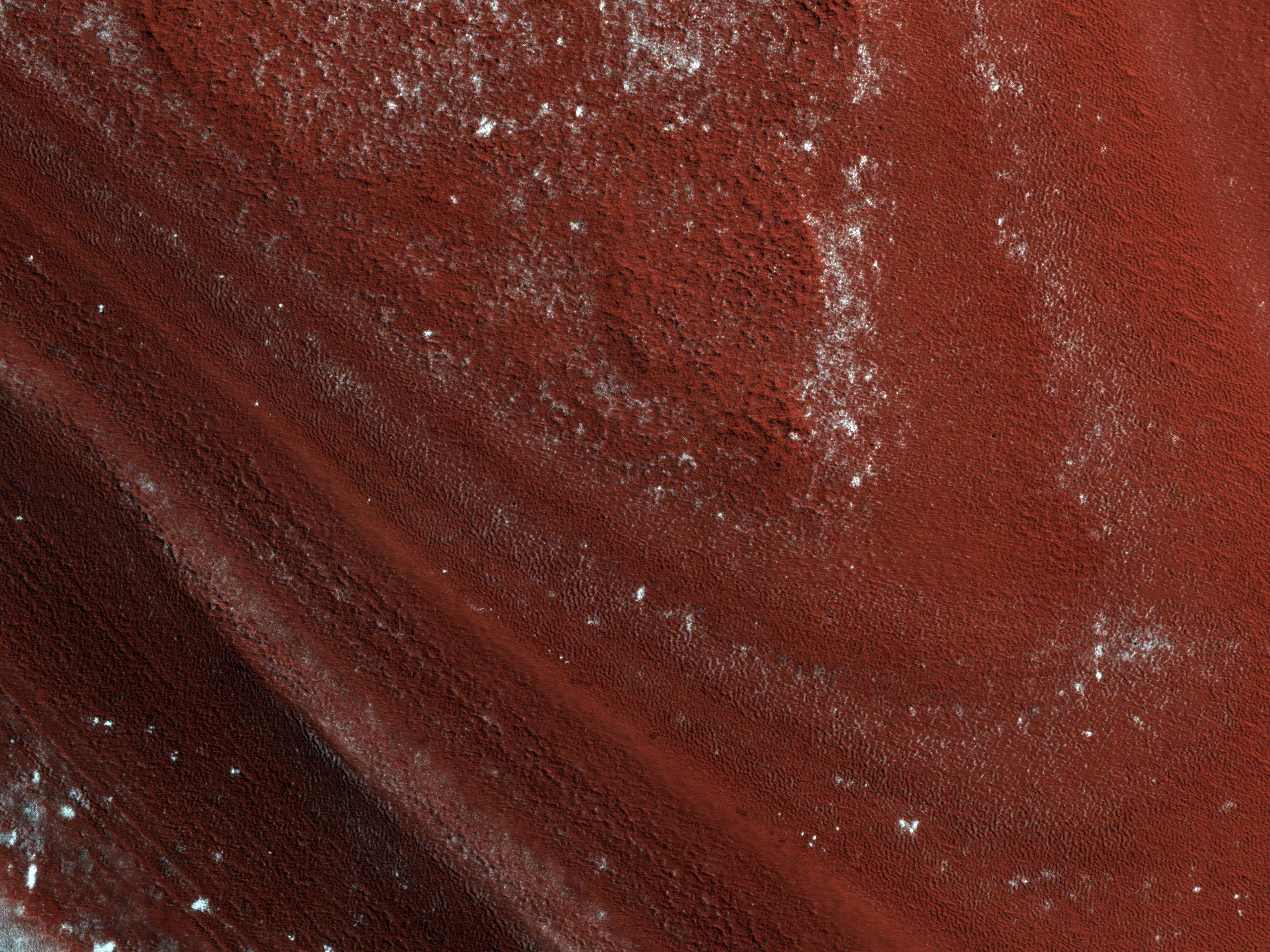
Stratigraphie der Ablagerungen im Planum Boreum
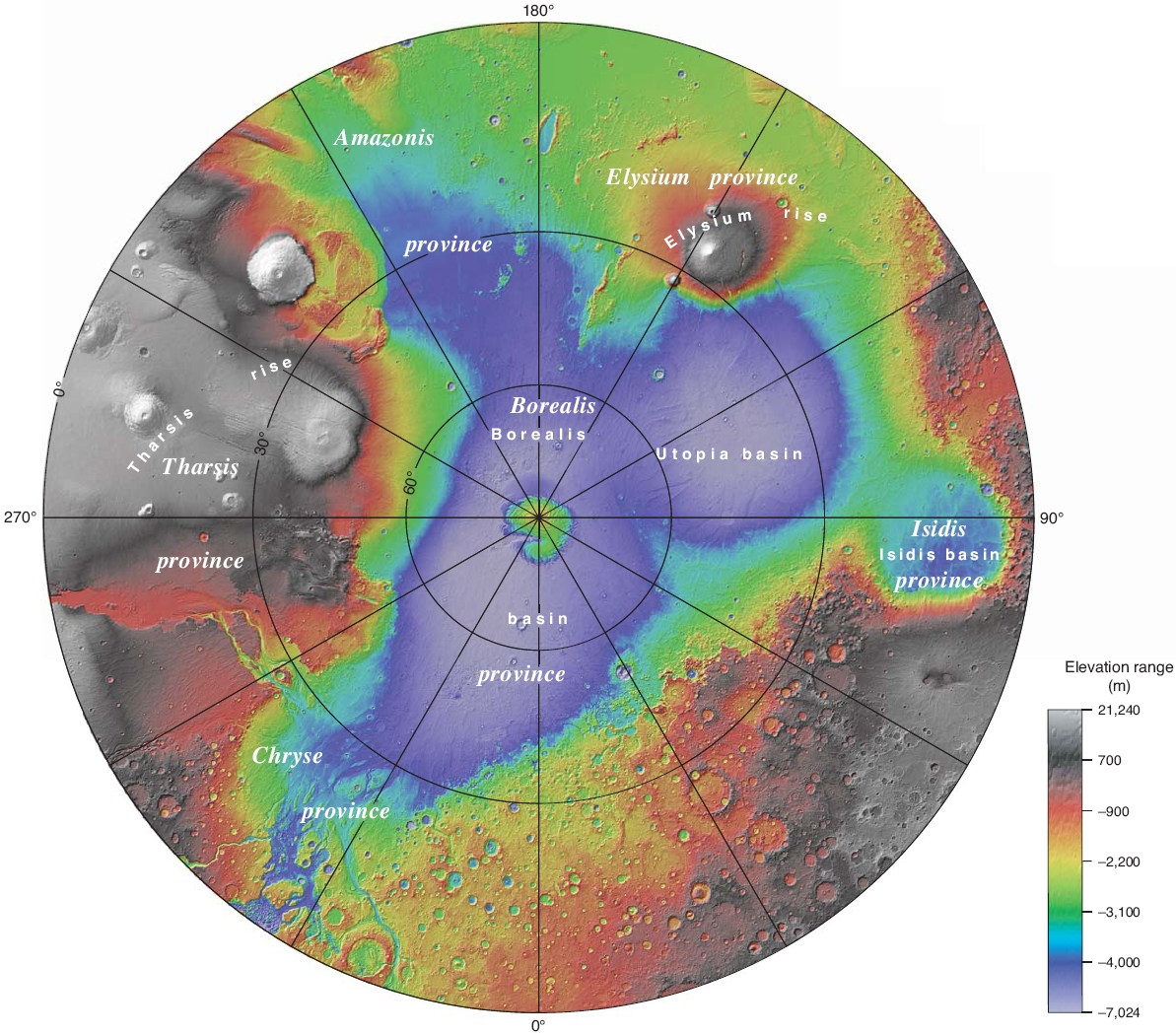
Topographie der Nordhemisphäre